# تقييم التهديدات الحرجة من الناحية التشغيلية والأصول ونقاط الضعف
تقييم التهديدات الحرجة من الناحية التشغيلية والأصول ونقاط الضعف (بالإنجليزية Operationally Critical Threat, Asset, and Vulnerability Evaluation) هي طريقة لتحليل المخاطر
ظهرت لأول مرة في سنة 1999 باللغة الإنجليزية، وهي لا تستند إلى المعيار ISO 17799.
تشتمل الطريقة على ثلاث مراحل رئيسية:
- العرض التنظيمي: إنشاء الملفات الشخصية المُعَرِّفة للتهديدات على أصول الشركة.
- العرض التقني: تحديد نقاط ضعف البنية التحتية.
- تطوير الإستراتيجية: تحليل المخاطر، تنفيذ الإجراءات الأمنية.